# 米斯本·蓝丹·穆罕默德·米斯本
米斯本·蓝丹·穆罕默德·米斯本（Misbun Ramdan Mohmed Misbun，1991年3月1日—），馬來西亞男子羽毛球运动员。

## 簡歷
米斯本·蓝丹生於馬來西亞著名羽毛球家族，父親是退役名將、前馬來西亞國家羽毛球隊的單打教練米斯本·西迪。
2013年1月，米斯本·蓝丹離開馬來西亞國家羽毛球隊，由父親親自訓練，年內接連贏得葡萄牙國際賽、斯洛文尼亞國際賽及希臘國際賽男單冠軍。
2023年7月，米斯本·藍丹開始擔任馬來西亞國家羽毛球青年隊的教練。

## 主要比賽成績
只列出曾進入準決賽的國際賽事成績：
| 年份   | 賽事                   | 公開賽級別 | 項目     | 成績   |
| ------ | ---------------------- | ---------- | -------- | ------ |
| 2012年 | 法國羽毛球國際賽       | 國際系列賽 | 男子單打 | 亞軍   |
| 2013年 | 波蘭羽毛球公開賽       | 國際挑戰賽 | 男子單打 | 準決賽 |
| 2013年 | 葡萄牙羽毛球國際賽     | 國際系列賽 | 男子單打 | 冠軍   |
| 2013年 | 丹麥羽毛球國際賽       | 國際挑戰賽 | 男子單打 | 準決賽 |
| 2013年 | 斯洛文尼亞羽毛球國際賽 | 國際系列賽 | 男子單打 | 冠軍   |
| 2013年 | 希臘羽毛球國際賽       | 國際系列賽 | 男子單打 | 冠軍   |
| 2013年 | 西班牙羽毛球公開賽     | 國際挑戰賽 | 男子單打 | 準決賽 |
| 2013年 | 加拿大羽毛球大獎賽     | 大獎賽     | 男子單打 | 準決賽 |
| 2013年 | 瑞士羽毛球國際賽       | 國際挑戰賽 | 男子單打 | 準決賽 |
| 2013年 | 愛爾蘭羽毛球公開賽     | 國際挑戰賽 | 男子單打 | 冠軍   |
| 2014年 | 羅馬尼亞羽毛球國際賽   | 國際系列賽 | 男子單打 | 冠軍   |
| 2018年 | 拉各斯羽毛球國際挑戰賽 | 國際挑戰賽 | 男子單打 | 亞軍   |

| 2007-2017年 | 首要超級賽 | 超級賽 | 黃金大獎賽 | 大獎賽 | 國際挑戰賽 | 國際系列賽 | 未來系列賽 | 其他 |

| 2018-2026年 | 總決賽 | 超級1000賽 | 超級750賽 | 超級500賽 | 超級300賽 | 超級100賽 | 國際挑戰賽 | 國際系列賽 | 未來系列賽 | 其他 |